# Aaron Shust
Aaron Shust (31 de octubre de 1975, Chicago, Illinois, Estados Unidos) es un artista estadounidense de música cristiana perteneciente a la discográfica Centricity Music. Es reconocido por ser nombrado compositor del año en los GMA Dove Awards de 2007 y por la canción «My Savior My God» que fue nombrada la canción del año.

## Biografía
Shust nació en Illinois y creció cerca a Pittsburgh, Pensilvania. Estudió música en el Toccoa Falls College de Georgia. Empezó presentándose en iglesias y cafeterías cuando aún estudiaba. Fue el líder musical de la iglesia Perimeter Church en Duluth, Georgia en 2000 y grabó un álbum: Anything Worth Saying en 2004 bajo la producción de Dan Hannon quien lanzó el disco junto con otros álbumes de Brash Music. La discográfica firmó con Shust más adelante.

### 2006
El sencillo «My Savior My God» fue lanzado el 20 de enero de 2006 e inmediatamente entró a las radios cristianas desde la Navidad de 2005. Alcanzó el puesto nº19 en la lista Radio and Records tres semanas antes de que el sencillo fuera oficialmente lanzado a la radio.
El tema alcanzó el puesto n.º 1 en seis listados a la vez el 17 de abril: en el Radio and Records (R&R) Christian adult contemporary (AC) radio chart, en el R&R Christian AC monitor chart, en el CRW's AC radio chart, en el Billboard Hot Christian songs radio chart, la canción inspiracional más descargada de iTunes y en el Billboard Hot Christian AC chart. Estuvo 30 semanas en el Top 5 del R&R Christian AC chart de 2006. las descargas digitales rondaron alrededor de 75.000 copias y la canción alcanzó el primer lugar en el iTunes Christian and Gospel chart y se mantuvo en esa ubicación durante tres semanas. El sencillo fue la segunda canción más reproducida de 2006 en la Christian CHR radio y apareció en la Weekend 22. También fue el tema n.º 1 de 2006 en la 20 The Countdown Magazine. También fue premiada como canción del año en los GMA Dove Awards de 2007 en Nashville.
Anything Worth Saying fue el quinto álbum de alabanza y adoración más vendido de 2006, según el reporte de Nielsen Soundscan.

### 2007
En los GMA Dove Awards de 2007 realizados en in Nashville, Tennessee, Shust ganó tres Premios Dove: Por canción del año ("My Savior, My God"), compositor del año y nuevo artista del año.
El segundo álbum de estudio de Shust, Whispered and Shouted, fue lanzado el 5 de junio de 2007 y debutó en el lugar #151 del Billboard 200.

### 2009
En 2009 fue lanzado el tercer álbum de Shust titulado Take Over que incluye el hit de radios cristianas "To God Alone".
El 21 de octubre de ese mismo año lanzó un EP de Navidad titulado Christmas EP.

### Presente
Aaron Shust lanzó en agosto de 2011 su cuarto álbum de estudio: This Is What We Believe, producido por Ed Cash.

## Discografía
Álbumes
| 2005                                                     | Anything Worth Saying - Formato: CD, descarga digital   | 1  | 2 | 63  | 3  |
| 2007                                                     | Whispered and Shouted - Formato: CD, descarga digital   | 5  | — | 151 | 17 |
| 2009                                                     | Take Over - Formato: CD, descarga digital               | 15 | — | 197 | 31 |
| 2009                                                     | Christmas EP - Formato: EP, descarga digital            | —  | — | —   | —  |
| 2011                                                     | This Is What We Believe - Formato: CD, descarga digital | 15 | — | —   | —  |
| "—" denota que el lanzamiento no logró entrar en listas. |                                                         |    |   |     |    |

Sencillos
| 2005                                                     | «Matchless»               | 26 | Anything Worth Saying   |
| 2006                                                     | «My Savior, My God»       | 1  | Anything Worth Saying   |
| 2006                                                     | «Give It All Away»        | 7  | Anything Worth Saying   |
| 2007                                                     | «Give Me Words to Speak»  | 5  | Whispered and Shouted   |
| 2007                                                     | «Long Live the King»      | —  | Whispered and Shouted   |
| 2008                                                     | «Watch Over Me»           | 12 | Whispered and Shouted   |
| 2009                                                     | «To God Alone»            | 22 | Take Over               |
| 2009                                                     | «Come And Save Us»        | —  | Take Over               |
| 2009                                                     | «God Has Come To Earth»   | 30 | Christmas EP            |
| 2009                                                     | «O Come, O Come Emmanuel» | 1  | Christmas EP            |
| 2011                                                     | «My Hope Is In You»       | 1  | This Is What We Believe |
| 2012                                                     | «We Are Free»             | 25 | This Is What We Believe |
| 2012                                                     | «Risen Today»             | 28 | This Is What We Believe |
| "—" denota que el lanzamiento no logró entrar en listas. |                           |    |                         |

## Premios y nominaciones
| Año  | Premio                     | Categoría                                         | Trabajo nominado                          | Resultado |
| ---- | -------------------------- | ------------------------------------------------- | ----------------------------------------- | --------- |
| 2007 | GMA Dove Awards            | Artista nuevo del año                             | Aaron Shust                               | Ganador   |
| 2007 | GMA Dove Awards            | Vocalista masculino del año                       | Aaron Shust                               | Nominado  |
| 2007 | GMA Dove Awards            | Canción del año                                   | «My Savior My God»                        | Ganador   |
| 2007 | GMA Dove Awards            | Compositor del año                                | Aaron Shust                               | Ganador   |
| 2007 | GMA Dove Awards            | Canción pop/contemporánea del año                 | «My Savior My God»                        | Nominado  |
| 2007 | GMA Dove Awards            | Canción de adoración del año                      | «My Savior My God»                        | Nominado  |
| 2008 | GMA Dove Awards            | Álbum pop/contemporáneo del año                   | Whispered and Shouted                     | Nominado  |
| 2010 | GMA Dove Awards            | Álbum musical para niños del año                  | Veggie Tales: Here I Am To Worship        | Ganador   |
| 2012 | GMA Dove Awards            | Empaque musical del año                           | This Is What We Believe (Edición de lujo) | Nominado  |
| 2010 | Visionary Awards           | Artista masculino inspiracional del año           | Aaron Shust                               | Nominado  |
| 2012 | Reader's Choice Awards     | Mejor artista inspiracional                       | Aaron Shust                               | Ganador   |
| 2007 | BMI Christian Music Awards | Top 5 canciones inspiracionales más sonadas       | «My Savior My God»                        | Ganador   |
| 2008 | BMI Christian Music Awards | Una de las canciones más sonadas en la radio      | «Give It All Away»                        | Ganador   |
| 2008 | BMI Christian Music Awards | Una de las canciones más sonadas en la radio      | «My Savior My God»                        | Ganador   |
| 2008 | BMI Christian Music Awards | Editor del año - Universal Music Publishing Group | «My Savior My God»                        | Ganador   |
| 2009 | BMI Christian Music Awards | Una de las canciones más sonadas en la radio      | «Give Me Words To Speak»                  | Ganador   |
| 2009 | BMI Christian Music Awards | Editor del año - Universal Music Publishing Group | «Give Me Words To Speak»                  | Ganador   |